# Jesuskind-Kathedrale (Aleppo)
Die Jesuskind-Kathedrale (arabisch كاتدرائية طفل يسوع, DMG Kātidrāʾīyat Ṭifl Yasūʿ), auf Grund des lateinischen Ritus auch Lateinische Kathedrale (الكاتدرائية اللاتينية, DMG al-Kātidrāʾīya al-Lātīnīya) genannt, ist die im Jahre 2011 eröffnete Kathedrale des Apostolischen Vikariats Aleppo der römisch-katholischen Kirche in der syrischen Stadt Aleppo. Sie ist für die römischen Katholiken in ganz Syrien zuständig.

## Standort
Die Jesuskind-Kathedrale steht nordwestlich der Universität Aleppo an der Sultan-Bayezid-Allee.

## Geschichte
Von 1937 bis 2011 diente die in den 1930er Jahren gebaute Franz-von-Assisi-Kirche im Stadtteil Azizyeh als römisch-katholische Kathedrale des Apostolischen Vikariats Aleppo. Am 15. Januar 2011 wurde die neue Jesuskind-Kathedrale durch Kardinal Sandri geweiht.
Angesichts des Bürgerkriegs in Syrien seit 2011 wird die Bedeutung der Kathedrale als solche durch die Kirche nicht in den Vordergrund gestellt. Daher erscheint sie nur gelegentlich in den kirchlichen Medien. Zwar sind drei Kathedralen in Aleppo Teil eines Wiederaufbauprogrammes der internationalen katholischen Hilfsorganisation Kirche in Not (Aid to the Church in Need, ACN), doch die für Gottesdienste offene Jesuskind-Kathedrale ist nicht darunter. 
Apostolischer Vikar von Aleppo ist seit 4. November 2013 Georges Abou Khazen (* 1947).